# Vinnie Vincent
Vincent John Cusano (født 6. august 1952), bedre kendt under sit scenenavn Vinnie Vincent, er en amerikansk guitarist og sangskriver. Han er tidligere medlem af rockbandet Kiss fra 1982 indtil midten af 1984 under bandets overgang ud af deres makeup-periode 1973–1983. Vincent var det sidste medlem i en unik makeup / kostume-konfiguration som karakteren af The Ankh Warrior (et design oprettet af Paul Stanley), indtil han og bandet først blev vist uden makeup under et interview på MTV i september 1983. Han var også leder af sit eget band, Vinnie Vincent Invasion.